# Mall (film)
Mall je americký thriller z roku 2014 natočený podle stejnojmenného románu Erica Bogosiana. Do kin byl ve Francii uveden 18. června 2014. Režisérem filmu je člen skupiny Linkin Park Joe Hahn. Ve filmu si zahráli Vincent D'Onofrio, Peter Stormare, Gina Gershon, Mimi Rogers, Brian Rodriguez a Cameron Monaghan. Snímek je Hahnovým celovečerním režijním debutem a jeho druhým režírovaným filmem po snímku The Seed, který byl pouze krátkometrážního formátu. Příběh filmu zachycuje osudy pěti nespokojených obyvatel předměstí, kteří se sejdou v nákupním centru.

## Děj
Příběh sleduje narkomana Malcolma, který ztratil jakoukoliv chuť žít. Zastřelí svoji matku a zapálí svůj přívěs. Následně naplní svůj batoh zbraněmi a výbušninami. Vydá se do nedalekého obchodního centra. Hodlá vzít život i nevinným lidem. Zde potkává neznámé lidi, jejichž příběhy se postupně odhalují. Všechny tyto příběhy se začínají prolínat.

## Obsazení
- Vincent D'Onofrio jako Danny
- Gina Gershon jako Donna
- Cameron Monaghan jako Jeff
- James Frecheville jako Malcolm
- John Hensley jako Lenny
- Reid Ewing jako Beckett
- India Menuez jako Adelle
- Sianoa Smit-McPhee jako Shel
- Stephen Taylor jako Gus
- B. K. Cannon jako prodavačka
- Michael Patrick McGill jako Ed
- Ron Yuan jako a policista
- Dean Cudworth jako Gary
- Peter Stormare jako Barry
- Gbenga Akinnagbe jako Michel

Kimberly Kane a Juelz Ventura se objevují v epizodních rolích pornohereček.

## Hudba
Hudbu k filmu složili bubeník Deadsy Alec Puro a členové Linkin Park Chester Bennington, Dave Farrell, Joe Hahn a Mike Shinoda.

## Ohlasy a hodnocení
Server Under the Radar film ohodnotil 4/10. Recenze v časopisu Forbes byla o něco pozitivnější, ale snímek nikdy nebyl označován jako dostatečně kvalitní.